# Masihani
Masihani (nep. मसिहानि) – gaun wikas samiti w środkowej części Nepalu w strefie Narajani w dystrykcie Parsa. Według nepalskiego spisu powszechnego z 2001 roku liczył on 773 gospodarstw domowych i 4885 mieszkańców (2320 kobiet i 2565 mężczyzn).